# Luis Mackenna Shiell
Luis Mackenna Shiell (Santiago, 10 de septiembre de 1916 - Santiago, 8 de mayo de 2001) fue un abogado, empresario y político chileno. Se desempeñó como ministro de Estado durante el gobierno de Jorge Alessandri, así como presidente del Banco Central de su país.

## Primeros años de vida
Era hijo de Luis Mackenna Ovalle y de Blanca Shiell Walker. Estudió en el Liceo Alemán de la capital chilena y posteriormente derecho en la Universidad de Chile. También realizó un perfeccionamiento en la Universidad de Princeton, en los Estados Unidos.
En 1954 se casó con Isabel Jordan García-Huidobro, con quien tuvo cinco hijos.

## Vida pública
Trabajó en el Banco Central como abogado hasta el año 1946 y luego fue su presidente, entre 1962 y 1964.
Fue ministro de Hacienda de 1961 a 1964, vale decir, hasta el final del Gobierno de Alessandri Rodríguez.
En 1989 su nombre 'sonó' como el del eventual senador institucional designado como ex ministro de Estado por el dictador Augusto Pinochet.
Por más de treinta años fue presidente de la minera Mantos Blancos.